# Arcadio Blasco
Arcadio Blasco Pastor (Muchamiel, Alicante; 1928 - Majadahonda, Madrid; 15 de marzo de 2013) fue un artista y creador español que sintetizó alfarería, cerámica, escultura y abstracción, sin que ninguna de ellas perdiera su esencia, materializándolas, desde finales de la década de 1960, en relieves, vitrales y esculturas.

## Primeros años
Inició su formación artística en 1947 en el Círculo de Bellas Artes de Madrid. En 1949 ingresó en la Real Academia de San Fernando de dicha ciudad, concluyendo su licenciatura en 1953 en la Academia de Bellas Artes de San Carlos, de Valencia. Becado para la Academia Española de Roma, coincidió allí en con otros pintores con los que luego colaboraría, como José Vento, Hernández Mompó o Rafael Canogar. En esa década de 1950 tuvo una primera toma de contacto con la cerámica italiana a través de la obra de Nino Caruso y de Carlo Zauli, y amplió conocimientos en el taller alfarero de Pedro Mercedes, en Cuenca (1956), en el de sevillano de Cerámicas Montalbán del barrio de Triana, y en la localidad de tradición alfarera de Agost, en Alicante.
En 1955 compartió su primer taller -en la nave cedida por el arquitecto Luis Martínez-Feduchi- con José Luis Sánchez, Jacqueline Canivet y Carmen Perujo (su futura compañera y esposa). Ese año y el siguiente, y mientras comenzaba a trabajar en su serie de cuadros cerámicos (1956-64), expuso sus pinturas en muestras colectivas como la Décima Trienal de Milán o la itinerante "Arte Joven", junto a los manchegos Canogar y Antonio López o los madrileños Lucio Muñoz y Luis Feito. Más tarde trasladó el taller a su población natal, donde a lo largo de la década de 1960 desarrolló sus creaciones, de grandes proporciones, que se han convertido en hitos de referencia urbana.

## Años de plenitud
En 1970 representó a España en la Bienal de Venecia con ejemplos de su serie Propuestas ornamentales. En el verano de 1975, Arcadio y Carmen Perujo participaron activamente en las protestas creativas contra el desmantelamiento de la Ciudad Lineal del urbanista Arturo Soria; Blasco fue acusado de ultraje a los símbolos y banderas de la nación española, y su consecuente procesamiento provocó una serie de concentraciones de protesta ante el Museo del Prado.
Entre 1979 y 1982 viajó junto a la especialista en cerámica popular Natacha Seseña, la colaboradora de ésta, Margarita Sáez y el fotógrafo Agustín Rico, componiendo un trabajo de campo que tenía como finalidad documentar la labor de los alfares supervivientes por aquellos años en Castilla la Nueva. En 1983 trabajó en Colmenar de Oreja (Madrid), junto al maestro tinajero Eugenio Crespo.

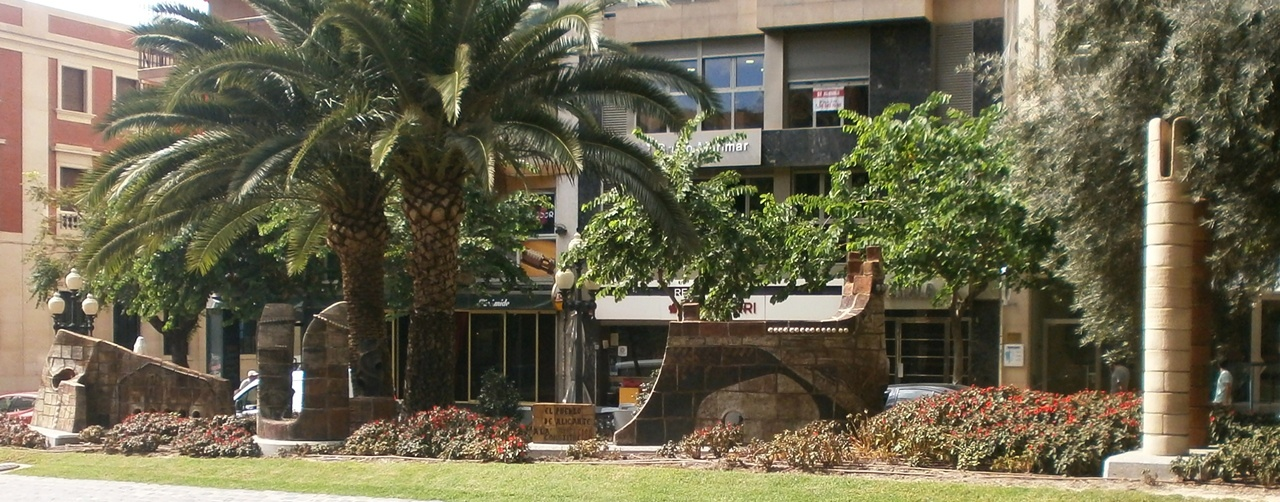
Monumento del pueblo de Alicante a la Constitución Española, Alicante (España)

Grandes esculturas y murales cerámicos suyos pueden verse en diferentes puntos de las Autopistas del Mediterráneo. Otras obras en lugares públicos: el "Monumento a la Constitución" (1986) en  la capital alicantina; el "Homenaje a la Dama de Elche" (1987) en la Avda. de la Libertad, en Elche, Alicante; el "Monumento al Pescador" (1989), en Campello, también en Alicante (sobre este monumento se suscitó una controversia resuelta por los tribunales, los cuales confirmaron que el escultor había sufrido una vulneración de su derecho moral de integridad, dado el deterioro del monumento que el Ayuntamiento de Campello había dejado que se produjera: vid. la Sentencia de la Audiencia Provincial de Alicante de 11 de marzo de 2011); o la "Plaza del Zodiaco", en el barrio de Palomeras de Madrid.

## Las vidrieras

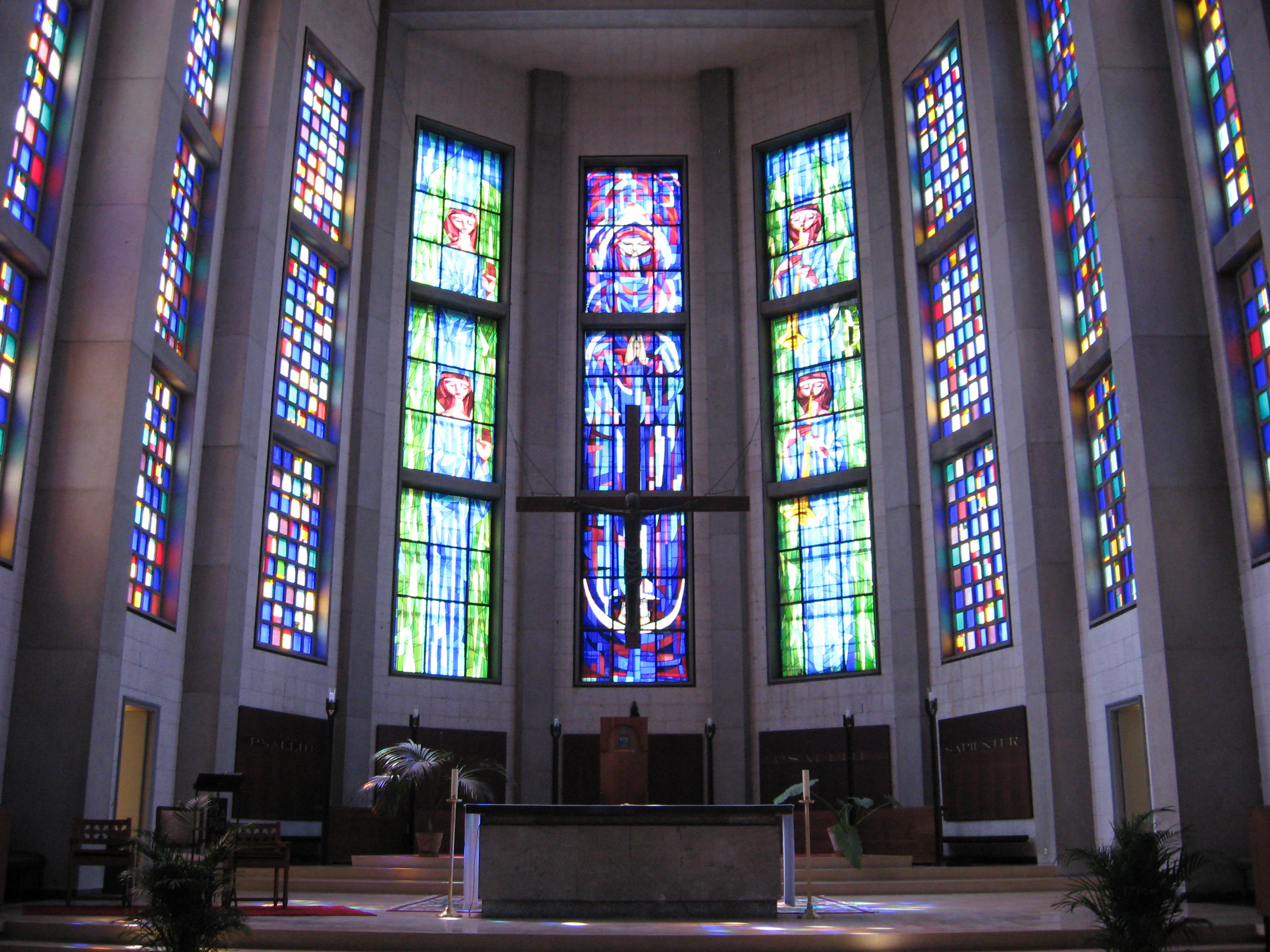
Vidrieras de la catedral de Tánger (Marruecos)

Arcadio Blasco realizó numerosas vidrieras, en colaboración con los arquitectos José Luis Fernández del Amo, Ignacio Gárate, Luis Cubillo de Arteaga, García Benito, Luis Martínez-Feduchi, Fernández Alba y Miguel Fisac, entre las que destacan las de la Catedral de Tánger en Marruecos, las del Seminario Diocesano de Castellón de la Plana, o las del Hotel Luz Palace y de los edificios Campsa y Philips en Madrid.

## Obra
Su obra se encuentra en diversas colecciones, instituciones y museos: Centro de Arte Reina Sofía de Madrid; Museo Municipal de Madrid; Museo de Cerámica de Barcelona; Museo de Arte Contemporáneo de Oldemburgo; Centraal Museum de Utrecht; Museo de la Solidaridad Salvador Allende, en Chile; Museo Internacional de Cerámica de Ginebra; Museo de cerámica de Manises (Valencia); Museo de Arte Contemporáneo de Alicante (MACA)... Así como en las colecciones del Palacio de la Zarzuela, Palacio de la Moncloa, la Diputación y el Ayuntamiento de Alicante, y de la Generalidad Valenciana.

## Reconocimientos
Miembro de la Academia Internacional de Cerámica , organismo consultivo de la UNESCO, con sede en Ginebra, Suiza.
En 2005, la Universidad de Alicante le concedió el Cuarto premio Maisonnave.
En 2008, el Museo de la Universidad de Alicante le dedicaba una gran exposición antológica. En 2010 la Asociación Española de Ciudades de la Cerámica le otorgó el Premio Nacional de Cerámica, que le fue entregado en Manises. Aquel mismo año donó gran parte de su obra para la creación de un museo en Muchamiel , su pueblo natal. Sus hijos Isidro y Agar Blasco, también son artistas plásticos.
Falleció el 15 de marzo de 2013 en el Hospital Puerta de Hierro de Majadahonda (Madrid), después de una larga enfermedad.